# Fusitriton brasiliensis
Fusitriton brasiliensis is een slakkensoort uit de familie van de Cymatiidae. De wetenschappelijke naam van de soort werd voor het eerst geldig gepubliceerd in 2003 door T. Cossignani & V. Cossignani.